# France Pratte
Pour les articles homonymes, voir Pratte.
France Gagnon Pratte (née le 7 février 1929 à Québec)  est une historienne québécoise de l’architecture.
Elle œuvre depuis de nombreuses années à la protection et à la reconnaissance du patrimoine au Québec.
Elle a présidé le Conseil des monuments et sites du Québec de 1985 à 2004.
Elle est la première présidente de la Fondation québécoise du patrimoine créée en 1994.

## Honneurs
- 1986 - Prix de la Ville de Québec
- 1993 - Prix Robert-Lionel-Séguin de l'Association des amis et propriétaires de maisons anciennes du Québec
- 1996 - Prix du patrimoine de Parcs Canada
- 1997 - Prix Gérard-Morisset[4],[5]
- 1999 - Membre de l’Ordre du Canada[6]
- 2003 - Prix Blanche-Lemco-Van Ginkel de l’Ordre des urbanistes du Québec
- 2005 - Officier de l’Ordre national du Québec[7]
- 2005 - Médaille de la Ville de Québec